# Giardino botanico Michele Tenore
Il giardino botanico Michele Tenore è sito a Lama dei Peligni, in provincia di Chieti.

## Storia
L'oasi floreale è stata riconosciuta "giardino di interesse regionale" dalla regione Abruzzo con D.G.R. n. 3489 del 23/12/98, ma è stato fondato nel 1995. Il simbolo del centro floreale è il fiordaliso della Maiella ed è stato intitolato a Michele Tenore in quanto per primo identificò questo fiore sulla Maiella.

## Descrizione
Il giardino ospita 500 piante su una superficie di 9000 m² ed è suddiviso in varie sezioni didattiche ed altre sezioni che rappresentano i vari ambienti vegetali della Maiella. Molte specie sono endemiche dell'Appennino centrale o endemiche della Maiella. Tra le varie ricostruzioni vi è la ricostruzione di un paesaggio agricolo risalente al Neolitico. Molte specie raccolte nel parco sono in rischio di estinzione e perciò sono inserite nel Libro rosso d'Italia o nella Lista rossa delle piante d'Abruzzo.
Su richiesta è possibile organizzare degli incontri e proiezioni inerenti alla natura, percorsi didattici tematici, seminari e corsi teorico-pratici sulla natura. Inoltre il parco raccoglie vari semi per scambiarli con vari altri giardini botanici italiani ed esteri.

### Specie principali conservate[1]
- Aquilegia magellensis;
- Centaurea tenoreana;
- Iris marsica;
- Astragalum aquilanus;
- Acer cappadocicum subsp. lobelii;
- Salvia officinalis var. angustifolia.